# Laoag
Laoag é um município de  terceira classe de renda da cidade na província Ilocos Norte, nas Filipinas. De acordo com o censo de 1 maio  de  2020 possui uma população de 111 651 pessoas e 27 875 domicílios.
É o centro político, comercial e pólo industrial da província. Os municípios de San Nicolas, Paoay, Sarrat, Vintar e Bacarra estão nos seus limites. Os seus limites físicos são o sopé da Cordilheira Central, a leste, e o Mar da China Meridional, a oeste.
Laoag experimenta o clima de monção em vigor do Norte de Luzon, caracterizado por uma estação seca de novembro a abril e uma estação chuvosa de maio a outubro, por vezes visitado por poderosos furacões.